# Vivstavarvsvägens radhusområde

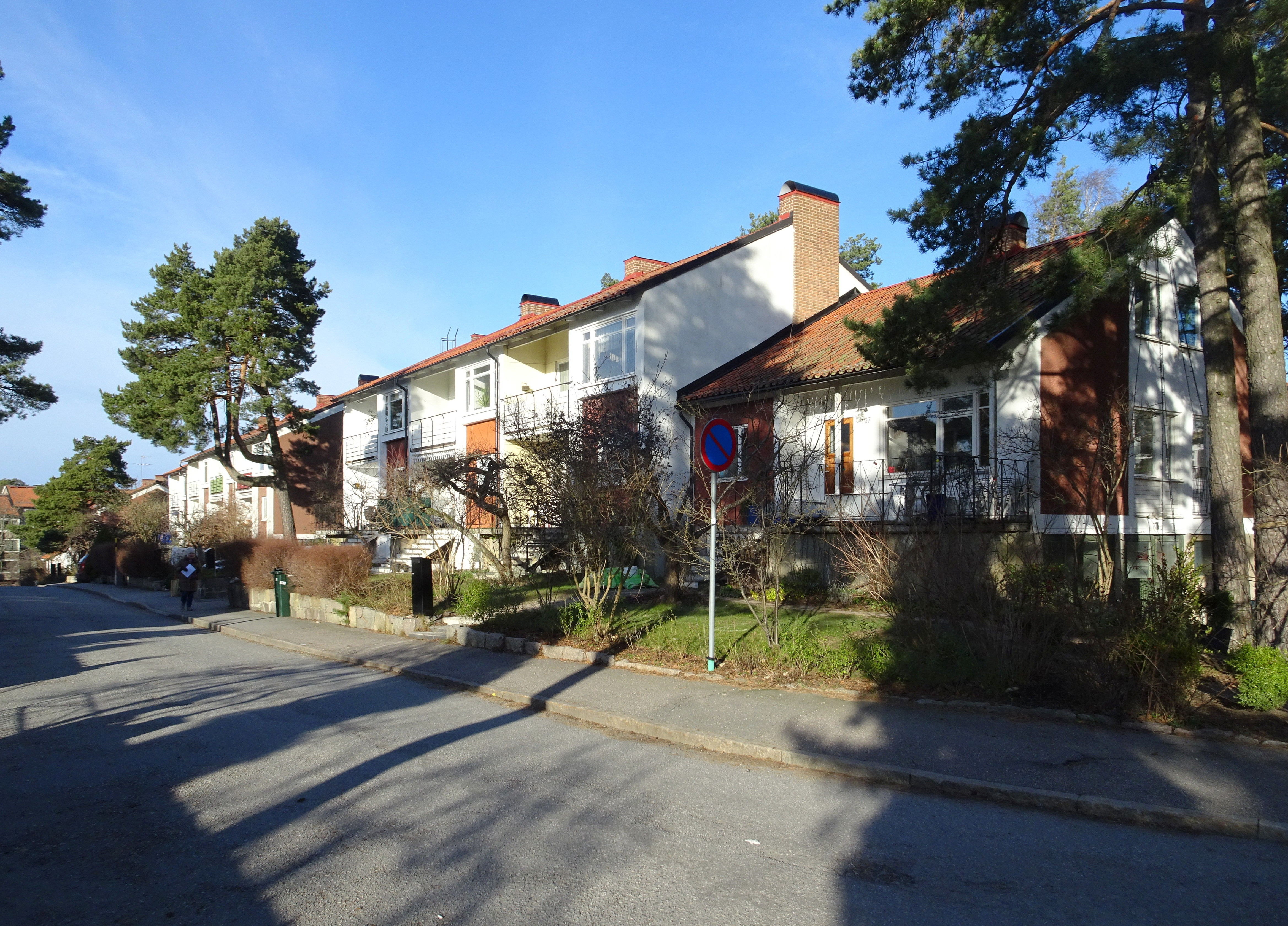
Vivstavarvsvägen västerut med nr 197 till höger, 2020.

Vivstavarvsvägens radhusområde består av 36 radhus som sträcker sig längs Vivstavarvsvägen 169–197 och Husumsgränd 2–46 i stadsdelen Stureby i södra Stockholm. Området uppfördes på tidigt 1950-tal efter ritningar av arkitekt Erik F. Dahl och är blåmärkt av Stadsmuseet i Stockholm, vilket innebär att det representerar "synnerligen höga kulturhistoriska värden".

## Allmänt

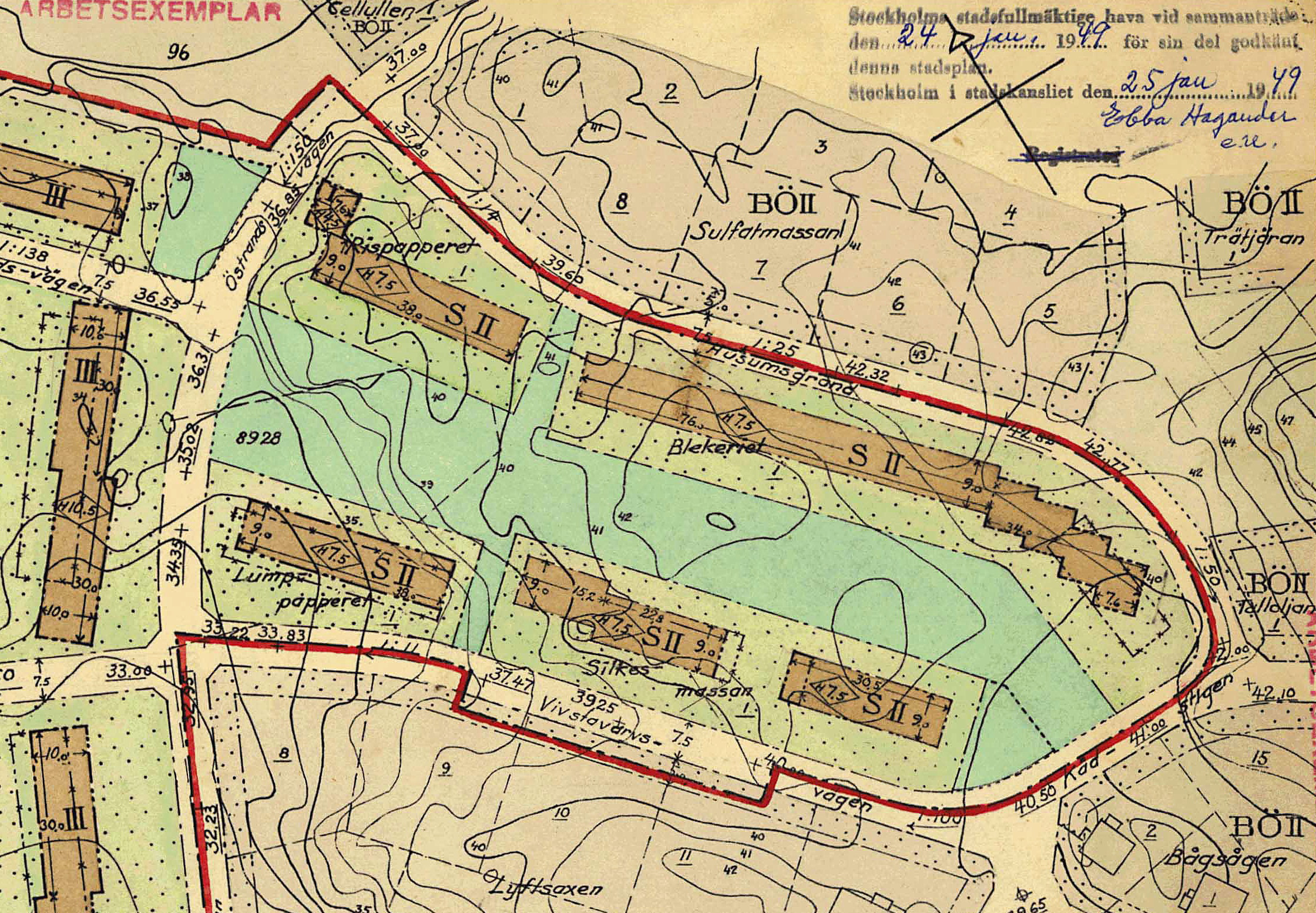
Del av stadsplanen från 1949.

Vivstavarvsvägens radhusområde omfattar tre fastigheter: Kvarteret Blekeriet, Kvarteret Silkesmassan och Kvarteret Rispapperet. En första stadsplan för norra delen av Stureby fastställdes 1925 och preciserades 1948 för bättre anpassning till topografin. Enligt stadsplanen skulle fem radhuslängor byggas längs med Vivstavarvsvägen och Husumsgränd med ett långsmalt parkområde däremellan. 
Byggherren och byggmästaren var Filip Falk. Han hade sedan 1929 egen byggfirma i Solna och uppförde ett stort antal flerbostadshus i bland annat Solna, Råsunda, Sundbyberg och Hägersten. För radhusområdet i Stureby anlitade han arkitekt Erik F. Dahl att gestalta bebyggelsen. Ungefär samtidigt ritade Dahl tillsammans med Nils Sterner rad- och kedjehusen in Skönstaholm, ett annat uppmärksammat bostadsområde i Söderort.

## Byggnadsbeskrivning

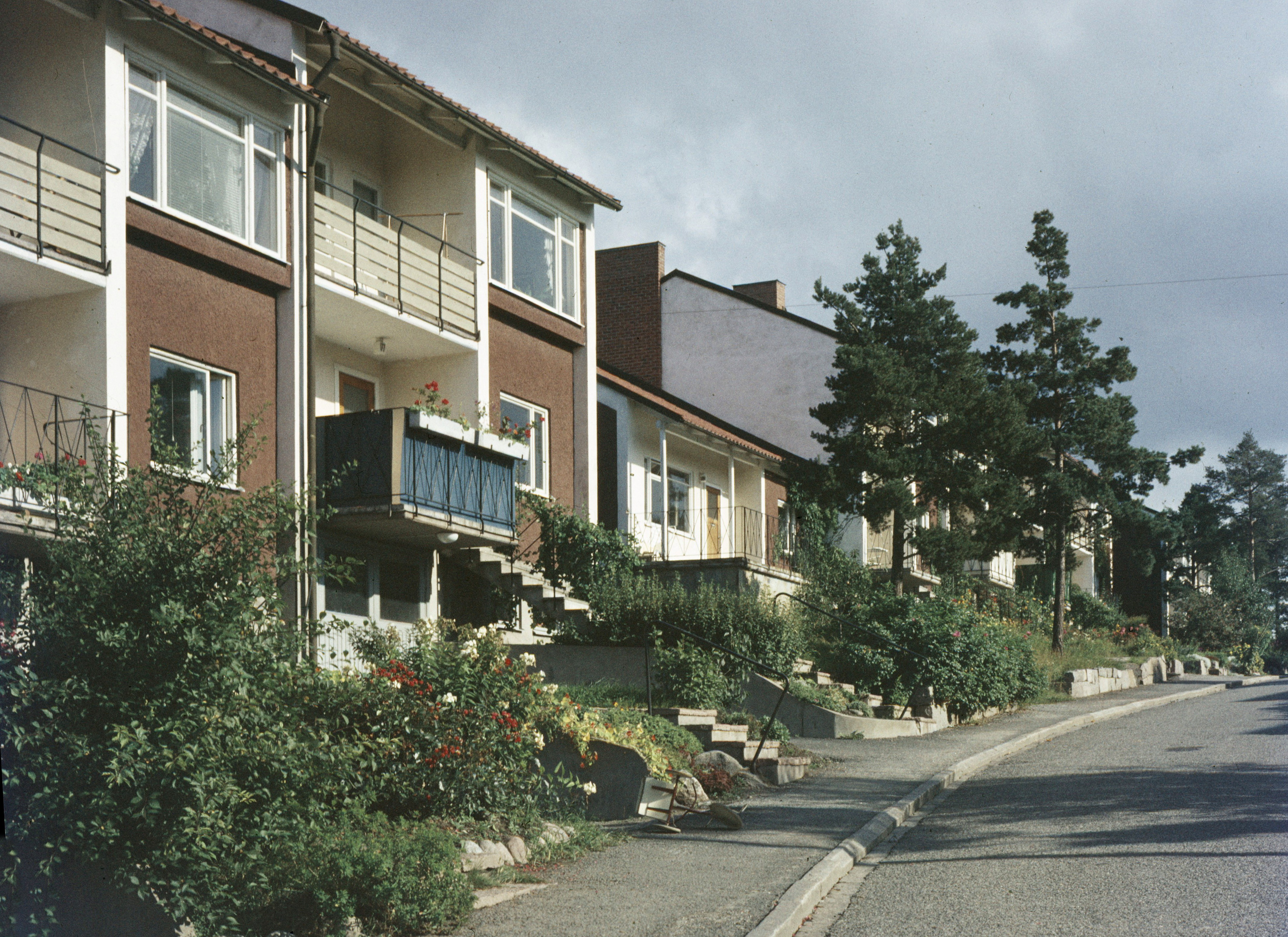
Vivstavarvsvägen mot sydost, 1957.

Dahl följde stadsplanen i stort sett och ritade 36 radhusenheter samt en kollektivbyggnad med panncentral, maskinistbostad och tvättstuga (numera ombyggd till lägenhet). Det finns sex olika lägenhetstyper med några spegelvända varianter. Bebyggelsen infogades i den befintliga terrängen där även mycket av den ursprungliga vegetationen kunde bevaras.
Radhusområdet är ett typiskt exempel för efterkrigstidens folkhemsarkitektur som präglades av omsorgsfull gestaltad arkitektur ofta med mustig färgsättning, inhemska material och hög hantverkskvalitet. Ytterväggarna uppfördes i lättbetong som i huvudsak spritputsades med genomfärgat bruk i dels kraftig och livfull färgsättning som än idag är i originalskick. Vissa inslag av gult fasadtegel förekommer likaså målat träpanel och slätputsade partier. 
Fasadgestaltningen varierar genom små medvetna detaljer och ger området ett sammanhållande, enhetligt utseende. Varje radhusenhet utgör en egen fastighet som avskiljs genom två halvstens tegelväggar från varann. Källarna och bottenvåningarnas bjälklag utfördes av platsgjuten betong. Taken utgörs av tegeltäckta sadeltak. Konstruktör var civilingenjör N. Björnbom.
Planlösningen visar källarvåning med stora förrådsutrymmen och garage i vissa hus, bottenvåning med kök och vardagsrum samt en övervåning med flera sovrum och ett badrum. Allt är mycket kompakt och yteffektivt på en boyta av genomsnittlig omkring 100 till 120 m² (ej inräknat biytor) och en liten tomt om cirka 160 m². Lägenheterna uppläts som äganderätter och så är det fortfarande idag.
Panncentralen är numera avvecklad och ersatt med fjärrvärme. Varje lägenhet fick en öppen spis vars skorstenar tillsammans med den bevarade pannskorstenen ger området autenticitet. Många av de ursprungliga byggnadsdetaljerna såsom dörrar, fönster, burspråk, balkongräcken och dekorativt smide är fortfarande bevarade. Enligt Stadsmuseet har området "som helhet stora miljöskapande värden och är viktigt för stadsbilden".

## Bilder

Kvarteret Silkesmassan
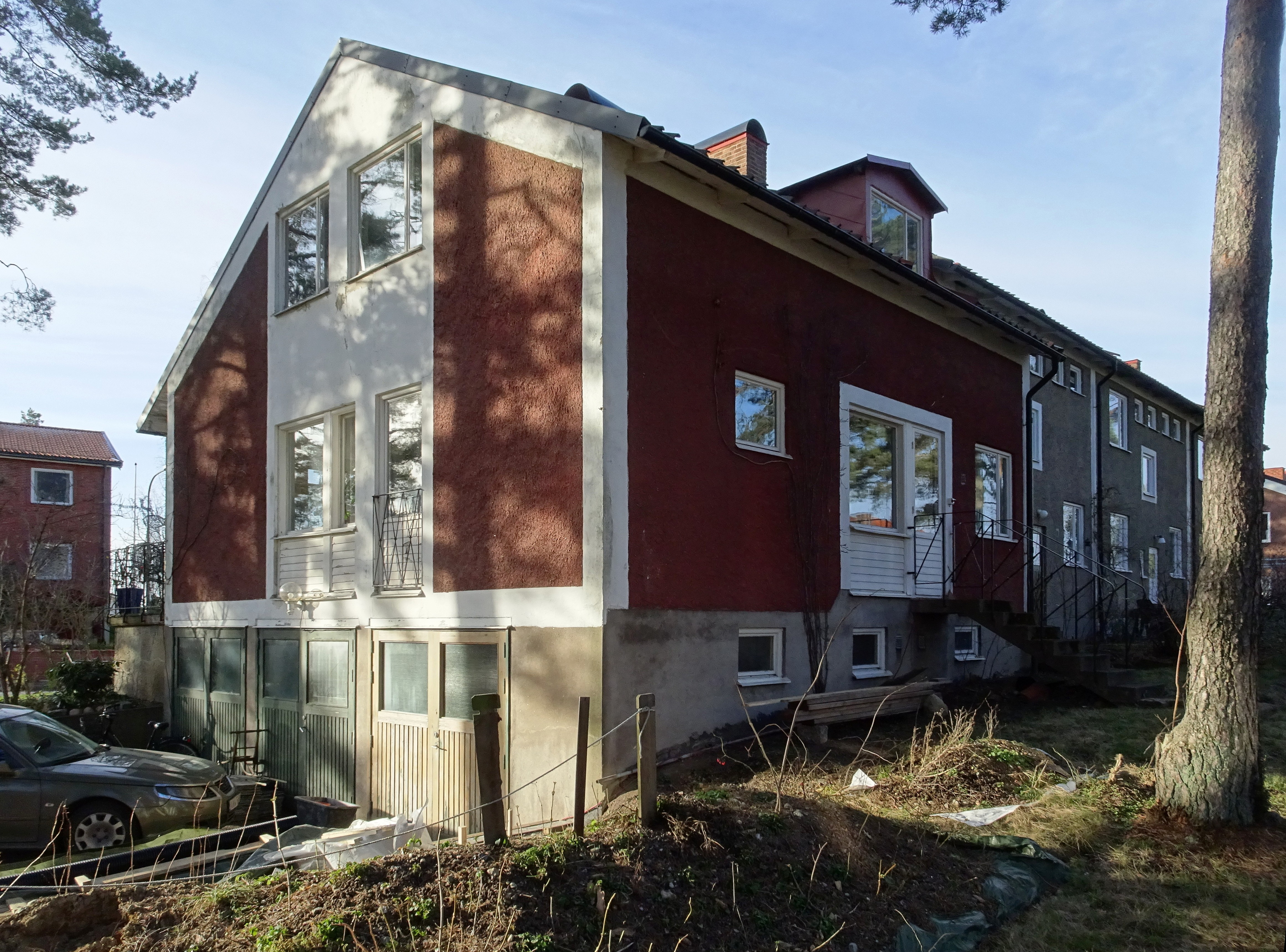
Vivstavarvsvägen 197.
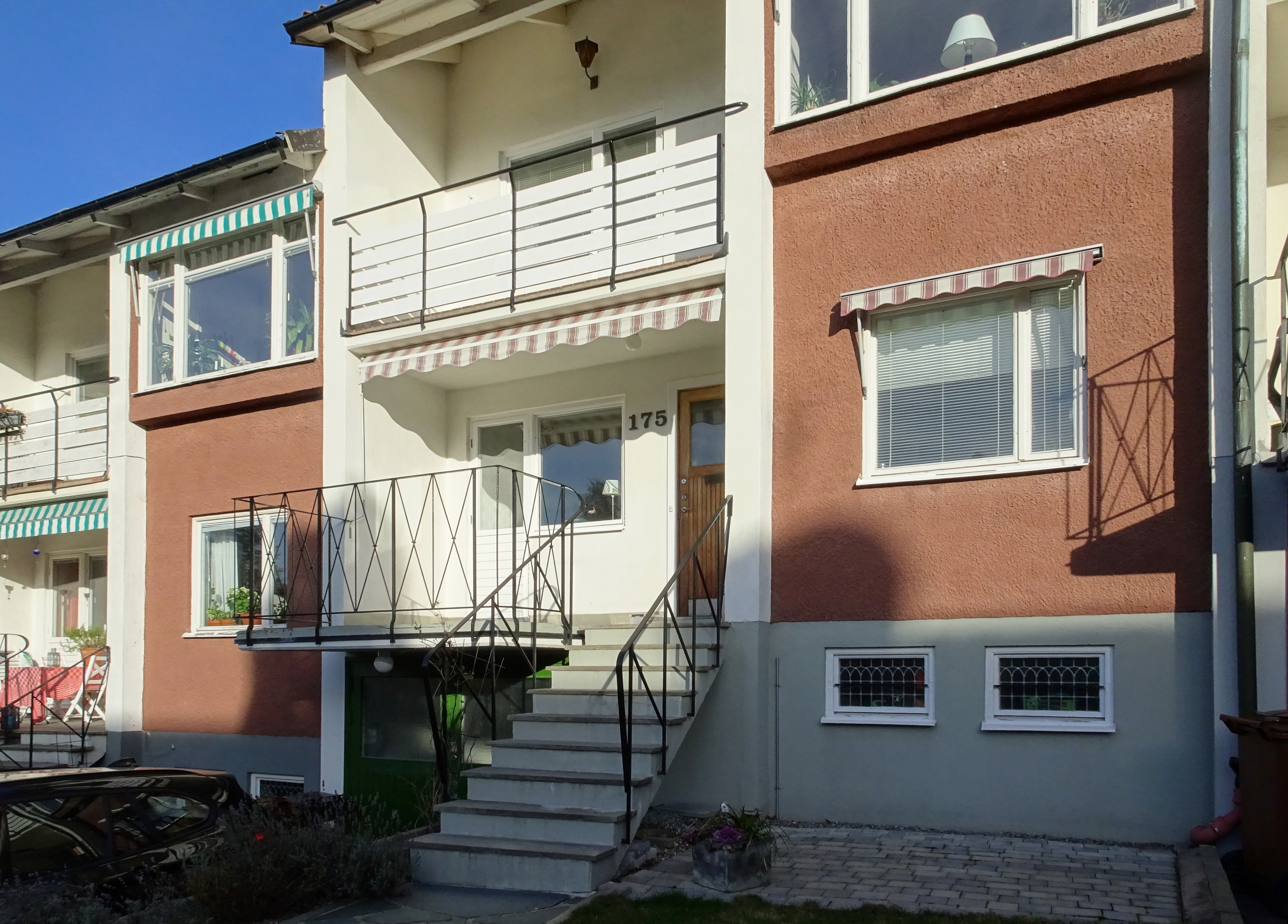
Vivstavarvsvägen 175.
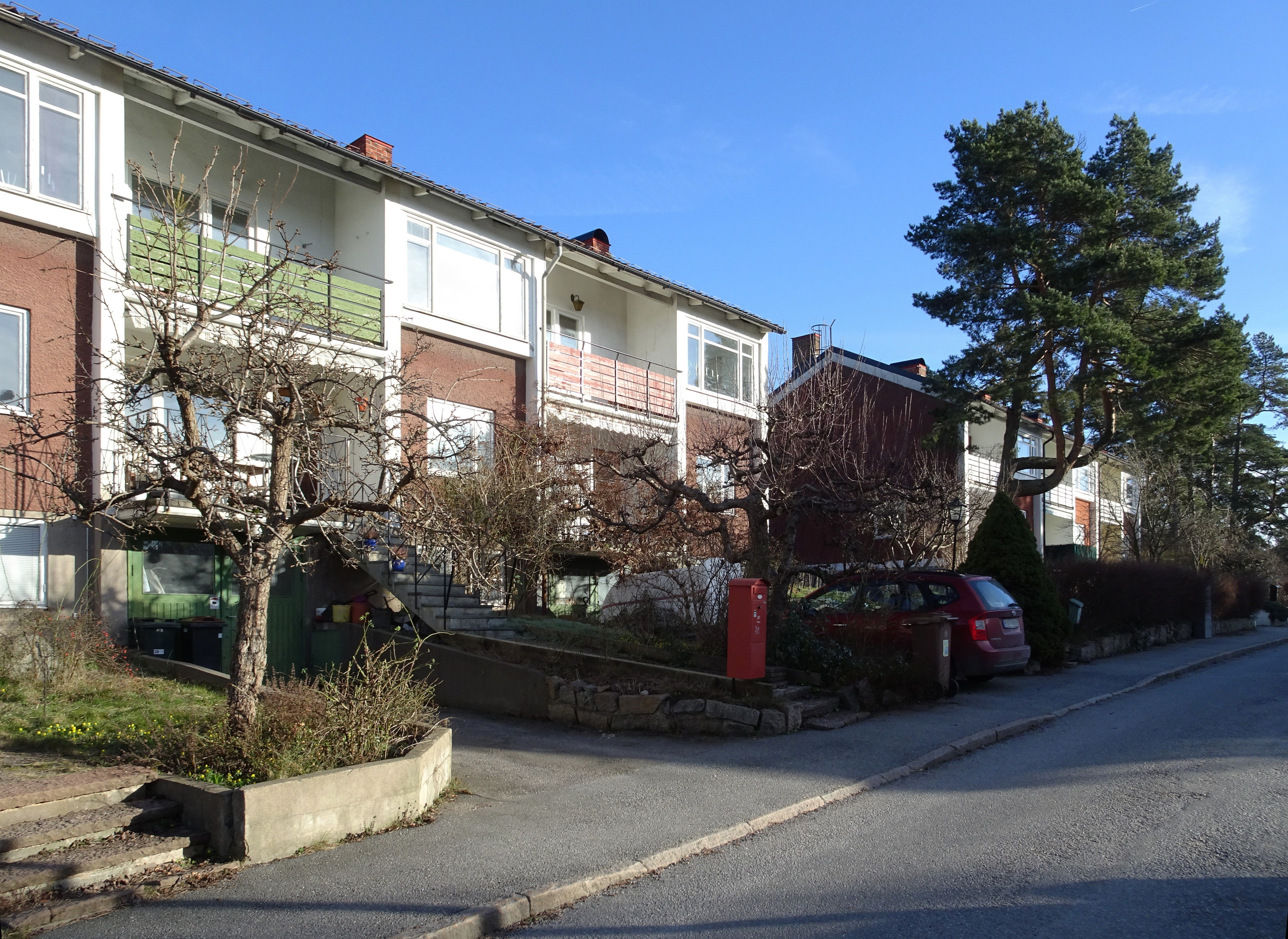
Vivstavarvsvägen 169–177.
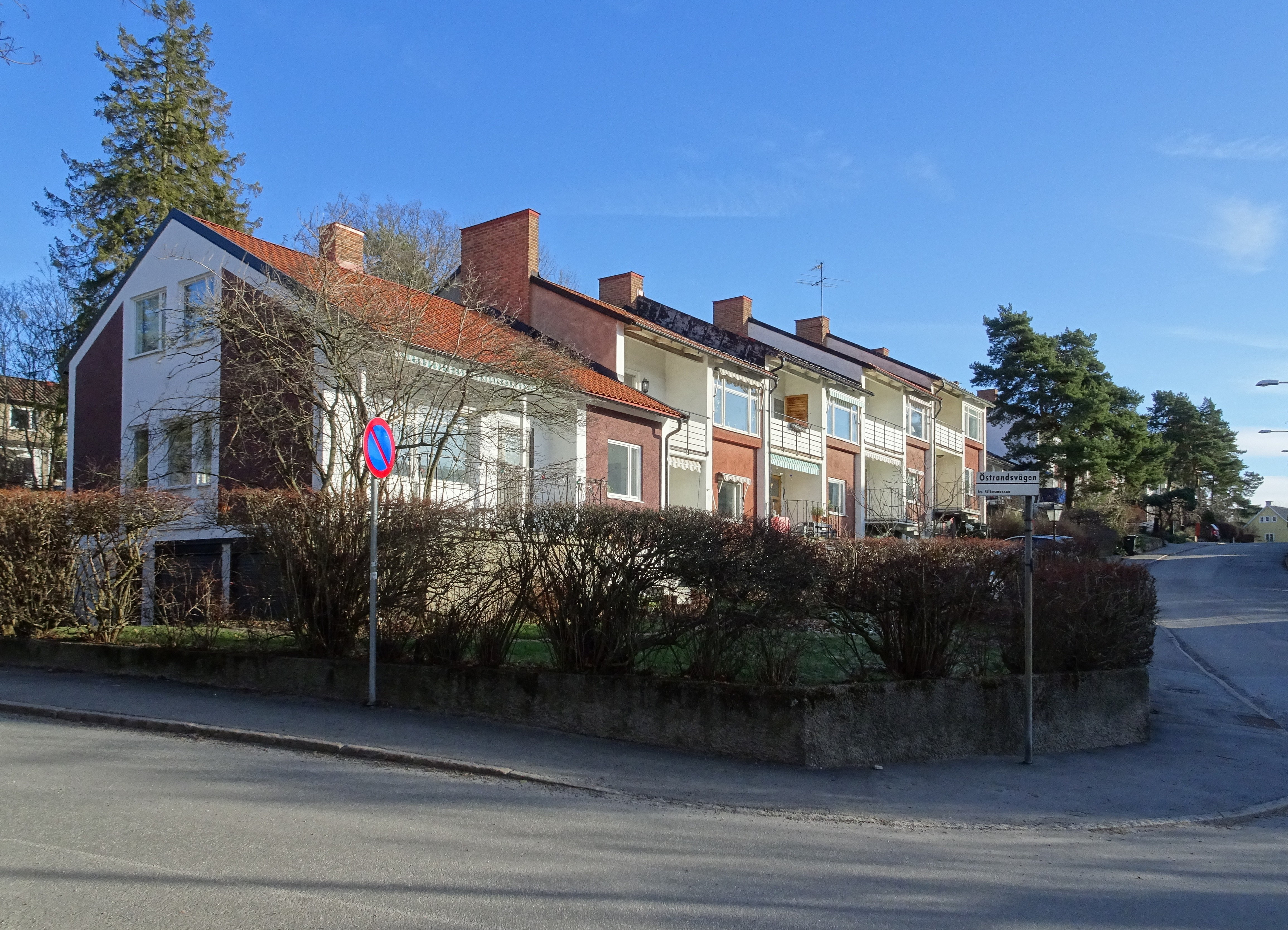
Vivstavarvsvägen mot sydost från Östrandsvägen.

Kvarteret Blekeriet och Rispappret
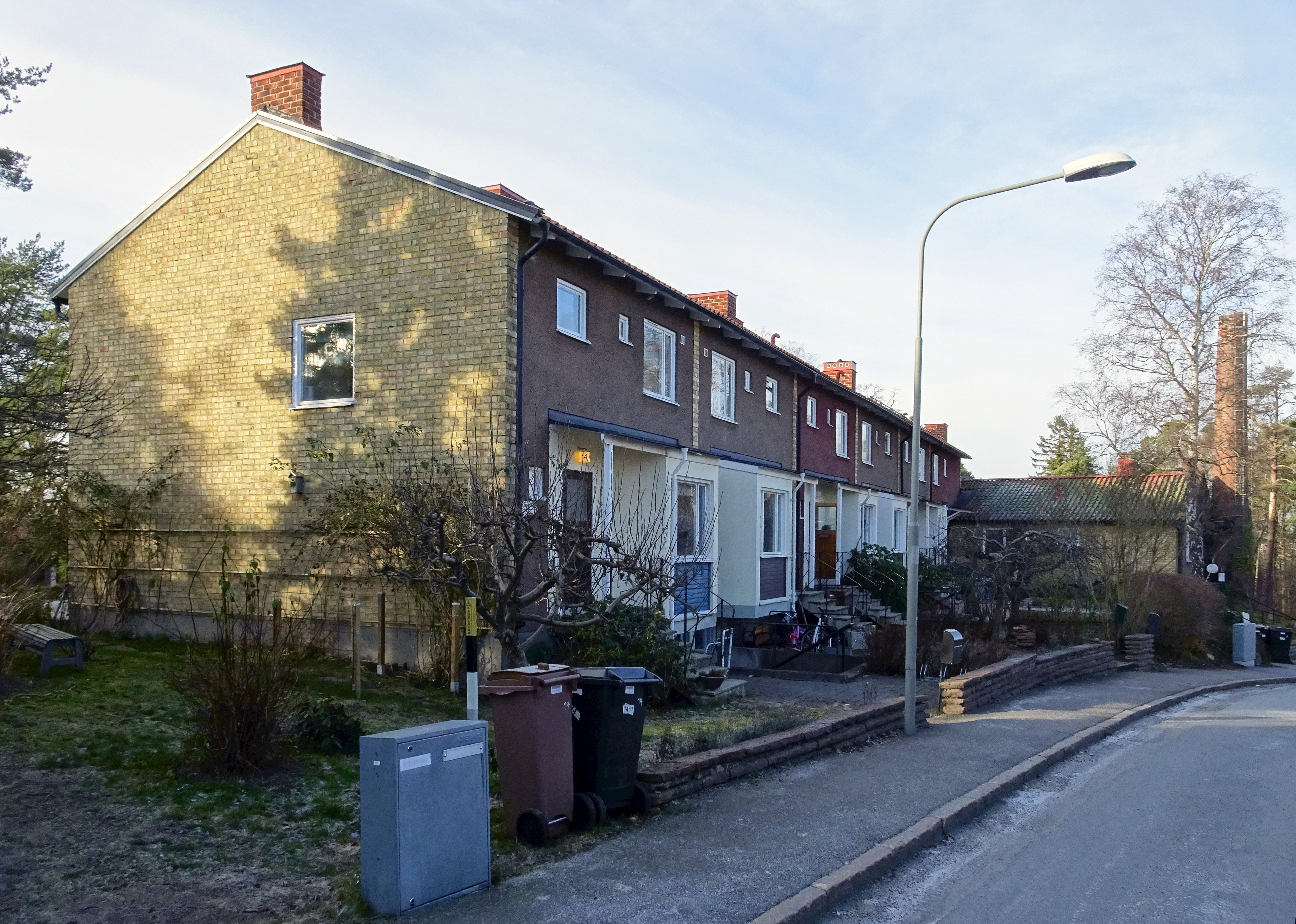
Husumsgränd 14-2 med gamla panncentralen i bakgrunden.
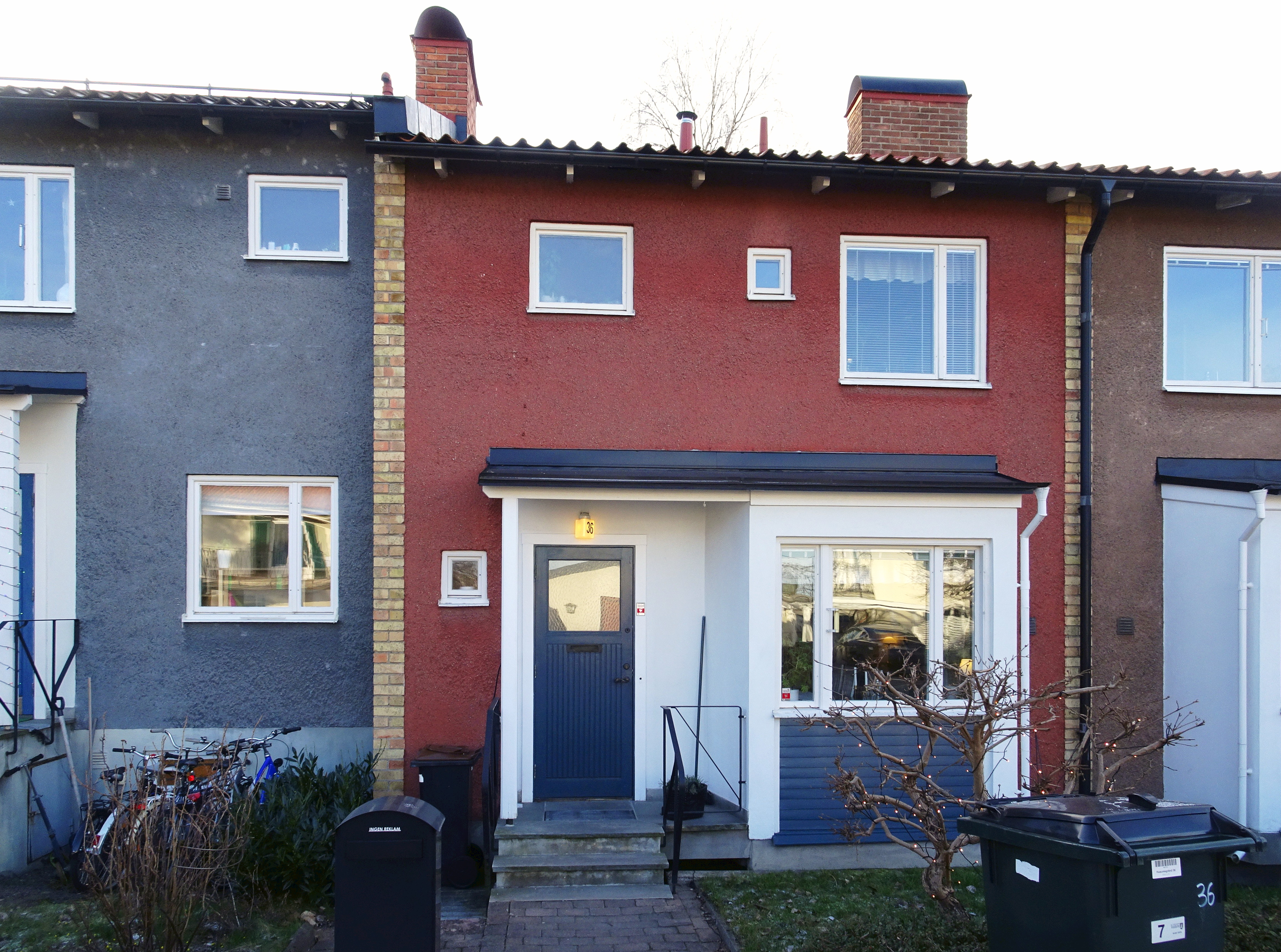
Husumsgränd 36.
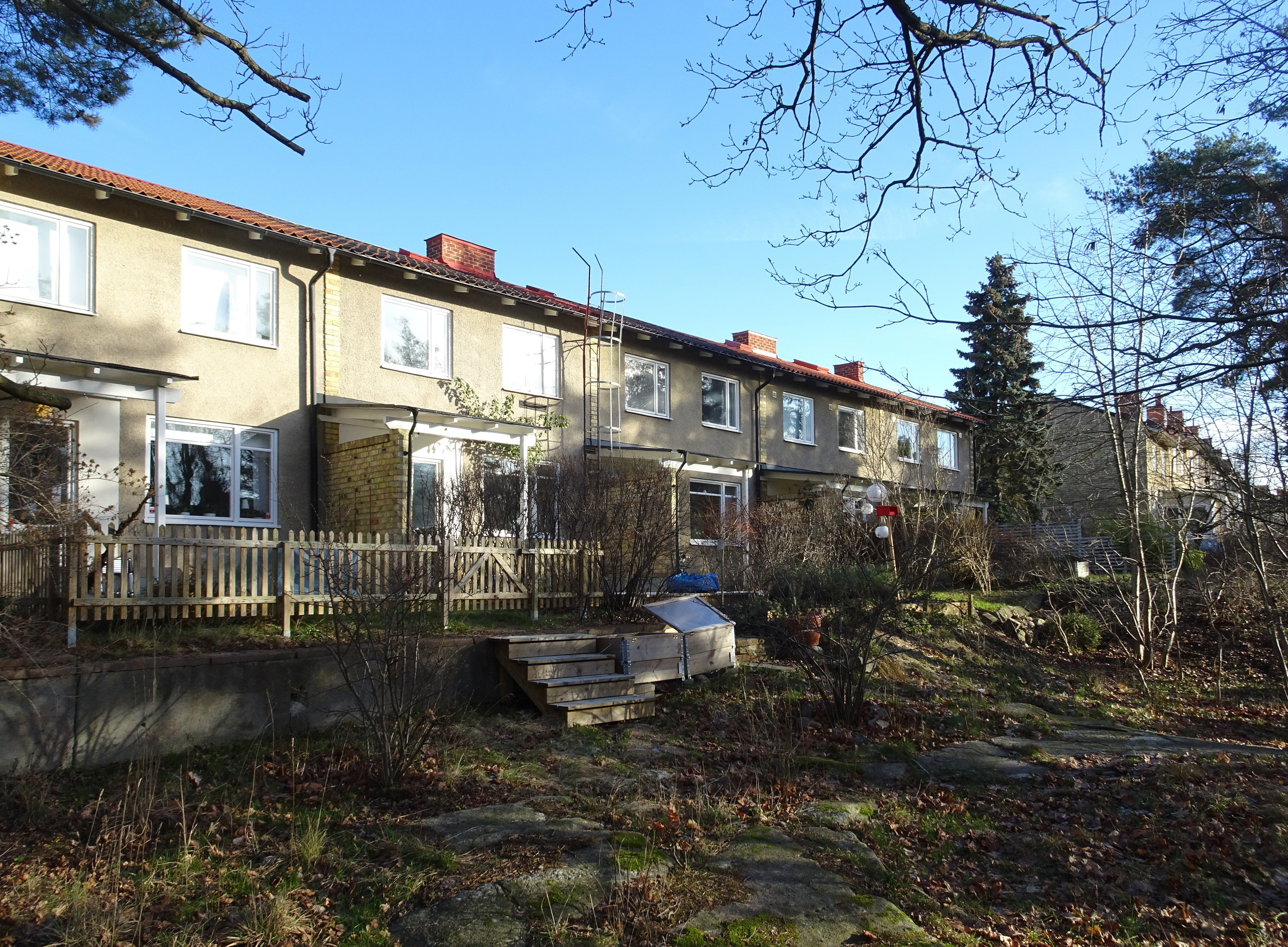
Husumsgränd, trädgårdssidan.
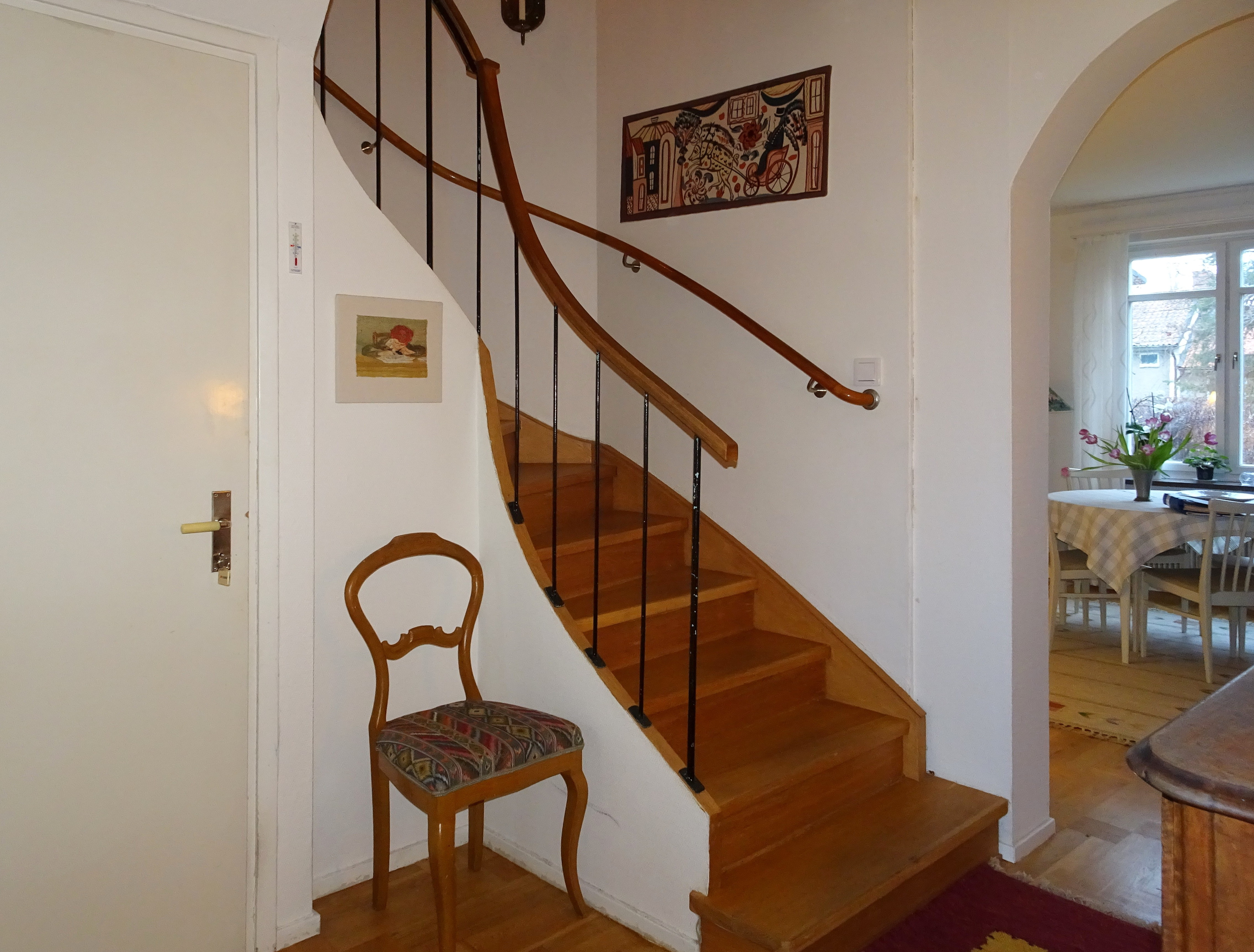
Husumsgränd 10, interiör.